# Oman Air
Oman Air (arabisch الطيران العماني, DMG aṭ-Ṭayarān al-ʿumāniyya) ist die nationale Fluggesellschaft des Oman mit Sitz in Maskat und Basis auf dem Flughafen Maskat. Sie ist Mitglied der Arab Air Carriers Organization.

## Geschichte

### Gründung
Die Gesellschaft wurde unter dem Namen Oman Aviation Services (OAS) mit königlichem Dekret Nr. 52/81 vom 24. Mai 1981 gegründet und nahm ihre Tätigkeit zum 1. Oktober 1981 auf. Das Unternehmen betätigte sich als Dienstleister für andere Fluggesellschaften und bot das Gepäckhandling sowie sonstige Dienstleistungen am Boden an. Zusätzlich kaufte die Gesellschaft 13 Maschinen von Gulf Air. 1982 nahm ein Joint Venture mit Gulf Air, das teilweise auch dem omanischen Staat gehörte, den Flugverkehr zwischen Maskat und Salala auf. 1993 wurde der Name der Gesellschaft in Oman Air geändert. Außerdem wurden im selben Jahr weitere Flugverbindungen nach Dubai und Thiruvananthapuram angeboten. In den nächsten Jahren wurde das Flugnetz mit Verbindungen nach Kuwait, Karatschi, Colombo, Mumbai, Dhaka, Abu Dhabi, Doha und Chennai, Gwadar, Dschidda, al-Ain, Peschawar, Kochi, Daressalam, Beirut, Mombasa und Kairo ausgebaut. Zunächst war die Laufzeit der Gesellschaft auf 20 Jahre begrenzt. Vor Ablauf der Handelsregistereintragung zu 31. Januar 2002 wurde durch eine außerordentliche Hauptversammlung am 27. Januar 2002 die Verlängerung auf unbestimmte Zeit beschlossen. Zunächst gehörte die Gesellschaft zu 41,7 % privaten Aktionären, zu 33,8 % der omanischen Regierung und zu 24,5 % privaten Unternehmen in Oman. In den Jahren 2003 bis 2007 wuchs die Fluglinie schwächer, da sich die omanische Regierung auf Gulf Air konzentrierte. 2004 zog sich Abu Dhabi aus dem Joint Venture zurück, um seine eigene Fluglinie Etihad Airways zu gründen. Dadurch erhöhte sich der Anteil des omanischen Staats an Gulf Air auf 50 %.
2007 änderte sich die Strategie, als sich die omanische Regierung entschloss, sich von ihrer Beteiligung an Gulf Air zu trennen und die Beteiligung an Oman Air zu erhöhen.

### Rekapitalisierung durch den Staat
Im März 2007 wurde die Gesellschaft durch die Regierung rekapitalisiert. Die omanische Regierung hält deshalb derzeit (31. Dezember 2017) mit 99,94 % der Anteile die Mehrheit, die restlichen 0,06 % halten private Anteilseigner. Mit der Anteilsänderung wurde auch die Strategie von Oman Air geändert. Das Flugnetz wurde seitdem auf Langstreckenverbindungen ausgebaut.
Im Mai 2007 trennte sich die omanische Regierung von ihren Anteilen an Gulf Air und konzentriert sich seitdem auf den Ausbau von Oman Air.

### Erste Langstreckenflüge
Am 26. November 2007 wurden die ersten Langstreckenflüge von Maskat nach London-Gatwick und Bangkok-Suvarnabhumi aufgenommen. Ende 2009 wurden die ersten vier eigenen Airbus A330 mit einer im Branchenvergleich großzügigen 1-2-1-Sitzanordnung in der Business-Klasse in Dienst gestellt.

### Aktuelle Lage
Im Herbst 2013 wurden Pläne bekannt, wonach die seit Jahren defizitäre Gesellschaft ab 2014 privatisiert werden könnte, zu Beginn des Jahres 2016 war Oman Air aber weiterhin ein Kandidat zur Privatisierung. Im August 2016 wurde eine Codesharingvereinbarung mit Saudi Arabian Airlines vereinbart.
Die Flotte wurde seither von 30 auf jetzt 46 Flugzeuge ausgebaut und soll bis 2020 auf 70 Flugzeuge erweitert werden.
Nachdem Saudi-Arabien, Ägypten, Bahrain und die Vereinigten Arabischen Emirate ihren Luftraum ab Juni 2017 für Qatar Airways gesperrt hatten und Katar im Gegenzug seinen Luftraum für Emirates, Etihad Airways, Flydubai, Gulf Air und Saudia sperrte, war Oman Air eine der wenigen örtlichen Fluggesellschaften, die uneingeschränkt in allen Lufträumen operieren konnte.

### Oneworld
Oman Air unterhielt eine Reihe von Kooperationen mit anderen Fluggesellschaften, u. a. mit der Lufthansa. Oman Air ist am 1. Juli 2025 der Oneworld Alliance beigetreten.

## Flugziele
Oman Air bietet von Maskat hauptsächlich internationale Ziele in Afrika, Südasien und Europa sowie im Mittleren und Fernen Osten an. Außerdem werden im Inland Salala (mehrmals täglich) und Chasab sowie Duqm bedient.
Im deutschsprachigen Raum werden Frankfurt am Main, München und Zürich angeflogen. Hinzu kommen in Europa London, Paris und Mailand.

## Flotte

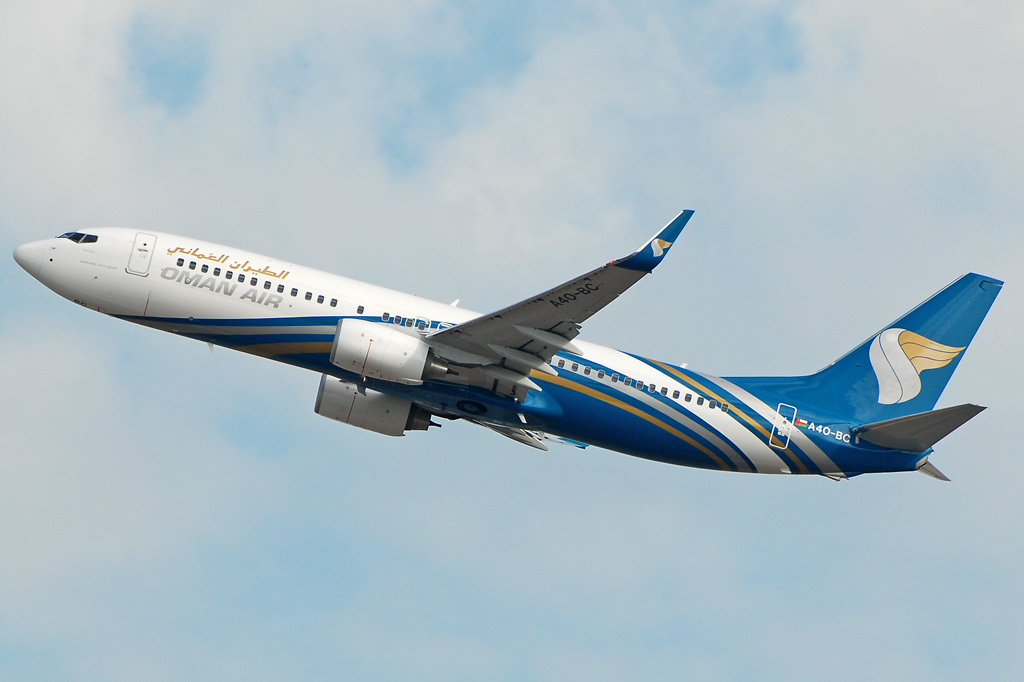
Boeing 737-800 der Oman Air

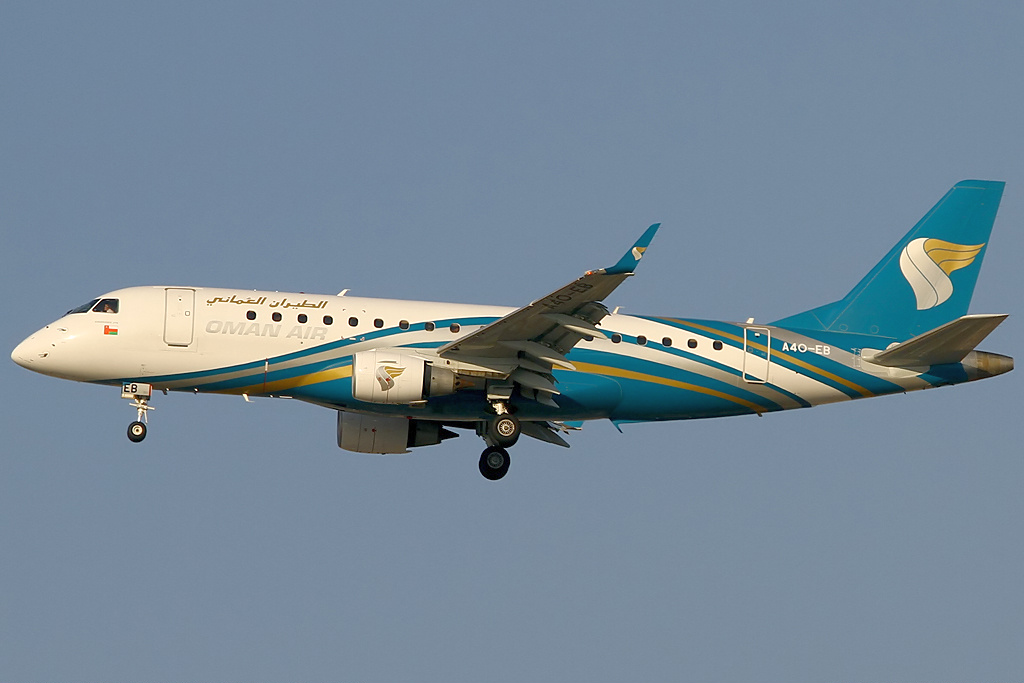
Embraer 175 der Oman Air

### Aktuelle Flotte
Mit Stand April 2025 besteht die Flotte der Oman Air aus 41 Flugzeugen mit einem Durchschnittsalter von 8,2 Jahren:
| Flugzeugtyp       | Anzahl | bestellt | Anmerkungen               | Sitzplätze (First/Business/Eco) | Durchschnittsalter |
| ----------------- | ------ | -------- | ------------------------- | ------------------------------- | ------------------ |
| Airbus A330-200   | 04     |          |                           | 216 (-/30/196)                  | 15,0 Jahre         |
| Airbus A330-300   | 03     |          |                           | 230 (6/20/204) 289 (-/24/265)   | 10,4 Jahre         |
| Boeing 737-800    | 04     |          | mit Winglets ausgestattet | 162 (-/12/150)                  | 10,3 Jahre         |
| Boeing 737-800BCF | 01     |          | mit Winglets ausgestattet | Cargo                           | 10,3 Jahre         |
| Boeing 737-900ER  | 04     |          | mit Winglets ausgestattet | 183 (-/12/171)                  | 9,9 Jahre          |
| Boeing 737 Max 8  | 15     | 3        |                           | 162 (-/12/150)                  | 5,5 Jahre          |
| Boeing 787-8      | 02     |          |                           | 267 (-/18/249)                  | 9,6 Jahre          |
| Boeing 787-9      | 08     | 7        |                           | 264 (8/24/232) 288 (-/30/258)   | 6,7 Jahre          |
| Gesamt            | 41     | 10       |                           |                                 | 8,2 Jahre          |

### Ehemalige Flugzeugtypen

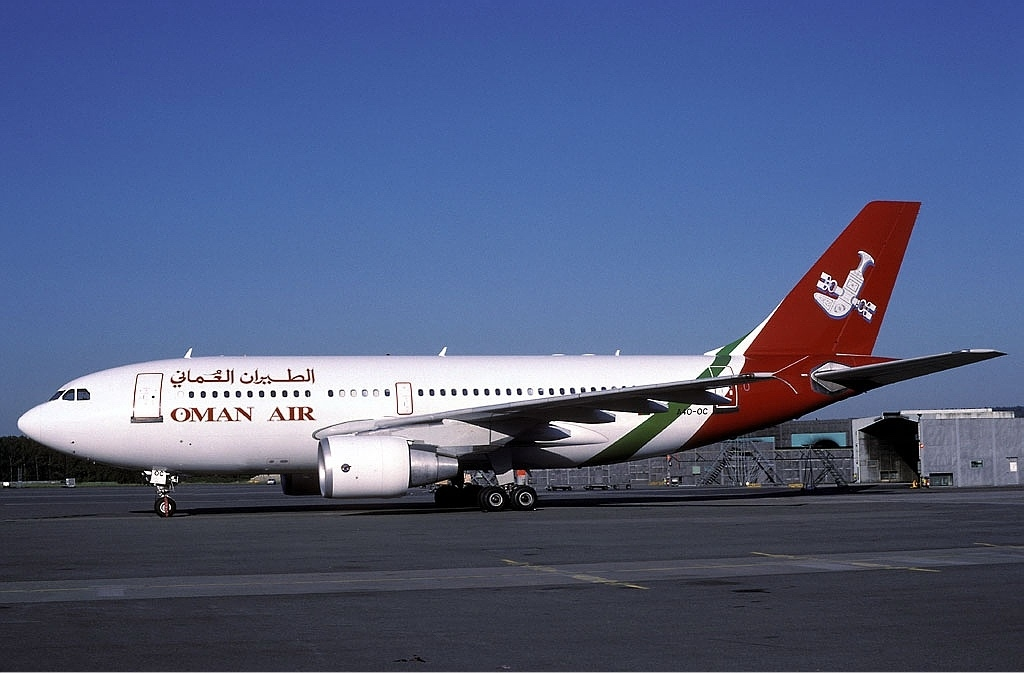
Airbus A310-300 der Oman Air im Jahr 2000

In der Vergangenheit setzte Oman Air folgende Flugzeugtypen ein:
- Airbus A310-300
- Airbus A320-200
- ATR 42-500
- Boeing 727-200 (von Nationwide Airlines geleast)
- Boeing 737-300, 737-400, 737-700 (737-300 und 737-400 von anderen Gesellschaften geleast)
- Boeing 757-200 (von Royal Brunei Airlines geleast)
- Boeing 767-200ER (von Malév geleast)
- Embraer 175
- De Havilland Canada DHC-6-300
- Fokker F-27-500

## Geschäftszahlen
Die Gesellschaft ist seit dem Geschäftsjahr 2008 durchgängig defizitär und weist zum Bilanzstichtag 31. Dezember 2017 einen kumulierten Verlustvortrag in Höhe von 997,495 Mio. RO aus.
| Kennzahlen in Mio.              | 2007    | 2008    | 2009    | 2010    | 2011     | 2012    | 2013     | 2014     | 2015    | 2016     | 2017     |
| Bilanzgewinn/ -verlust in (kRO) | 4.020   | −42.755 | −64.281 | −78.087 | −109.860 | −97.467 | −113.345 | −109.579 | −86.333 | −129.820 | −180.146 |
| Betriebsergebnis (in kRO)       | 4.898   | −41.956 | −63.145 | −67.398 | −96.598  | −84.249 | −100.715 | −96.380  | −66.451 | −126.613 | −160.921 |
| Umsatz (in kRO)                 | 110.589 | 153.248 | 164.255 | 230.418 | 287.541  | 347.042 | 381.709  | 408.400  | 467.712 | 449.552  | 523.186  |
| beförderte Passagiere (in Mio.) | 1.513   | 1.985   | 2.361   | 3.263   | 3.796    | 4.430   | 4.995    | 5.052    | 6.366   | 7.710    | 8.596    |
| Sitzladefaktor (in Prozent)     | 74 %    | 64 %    | 61 %    | 72 %    | 73 %     | 77,0 %  | 75,7 %   | 74,4 %   | 71,4 %  | 74,4 %   | 74,7 %   |